# Stadion Miejski w Bobo-Dioulasso
Stadion Miejski (fr. Stade Municipal) − wielofunkcyjny stadion w Bobo-Dioulasso w Burkinie Faso. Jest aktualnie używany głównie dla meczów piłki nożnej. Stadion mieści 30 000 osób.